# Gengolfo di Borgogna
Gengolfo, chiamato anche Gongolfo (in latino Gengulphus, Gongolf, Gangulf, Gengoux o Gangloff) (Borgogna, VIII secolo – 760 circa), era un cavaliere borgognone dell'VIII secolo che venne ucciso ai tempi di Pipino il Breve; è considerato santo e martire.

## Tradizione
Nei documenti coevi non viene citato, ma la sua leggenda è narrata in due agiografie del X secolo: una Vita in prosa di autore anonimo e una versione in distici elegiaci di Roswitha di Gandersheim.

## Leggenda
Gengolfo, comandante dell'esercito e cacciatore, era in marcia per svolgere un compito assegnatogli da Pipino il Breve. Un giorno bevve acqua da una fonte, che si trovava in uno splendido giardino fiorito. Ammaliato da questo luogo di fiaba, decise di acquistarlo. Suo fratello tuttavia, che riteneva avesse pagato un prezzo troppo alto per un pezzo di terra, lo schernì. Gengolfo non si seccò, dato ch'egli aveva voluto anche aiutare il povero proprietario. Molte volte Gengolfo invitò i suoi maldicenti amici a sontuose feste conviviali. Una volta egli aveva urtato nel giardino un bastone in terra e subito dopo andò dal povero ex proprietario, per portargli delle vivande, prima di mettersi a tavola con i suoi ospiti. Il mattino successivo desiderava lavarsi nella fonte ma questa si era esaurita. Gengolfo ordinò ad un suo servo di recarsi in giardino e portar via da terra il bastone nel quale si era imbattuto il giorno precedente. Il servo eseguì l'ordine e improvvisamente dalla fonte riprese a sgorgare copiosa l'acqua. Grazie alla preghiera di Gengolfo l'acqua sarebbe diventata curativa.
Poco dopo le sue nozze gli venne riferito, che la moglie aveva commesso adulterio con un prete. Richiesta di dare spiegazioni, la moglie di Gengolfo si protestò innocente. Dato che non le credeva, sollecitò un giudizio di Dio: lei avrebbe dovuto immergere una sua mano nell'acqua della fonte. Quando la estrasse, essa apparve tutta ustionata. Gengolfo le fece grazia, le concesse in parte il perdono, regalandole persino la metà dei suoi beni, ma non le fu più permesso di vedere l'amante, che venne bandito dal territorio. Molto presto tuttavia la moglie infedele richiamò l'amante a sé. Questi si affrettò a tornare, uccise nella notte Gengolfo e fuggì con la donna.
Sulla tomba dell'assassinato devono essere presto accaduti numerosi miracoli. Allorché la moglie lo venne a sapere, disse sarcasticamente: «Gengolfo fa miracoli, come il mio deretano canta canzoni». Ella ebbe tuttavia immediatamente la sua punizione: appena pronunciate queste parole, si udirono provenire dal suo deretano indecenti rumori. E così le succedeva ad ogni venerdì, il giorno dei martiri. Così ad ogni parola che diceva si udiva una scoreggia.
Anche il prete ebbe la sua punizione: si ammalò di una grave malattia, che lo distrusse dall'interno, portandolo alla tomba.

## Culto
San Gengolfo è considerato patrono dei cavalli, ma viene anche invocato per guarire le malattie degli occhi, della pelle e delle articolazioni. Viene rappresentato come un cavaliere con lancia e spada, talvolta con una sciabola e una bandiera. Le chiese o cappelle a lui dedicate sono principalmente collocate presso fonti o fontane.
È venerato in numerose parti d'Europa, soprattutto in Germania e in Francia. Le sue reliquie sono custodite a Bamberga, ove esiste anche una chiesa a lui dedicata. La chiesa di San Gengolfo ad Hollfeld è una chiesa succursale di quella di Bamberga.
Sul Milseburg, un monte della catena dei monti Rhön si eleva una "cappella di Gengolfo", così come a Wolpertswende. In questo luogo il santo avrebbe sconfitto il demonio, alleato con il gigante del luogo, Mils. Nel parco naturale bavarese del Rhön si eleva il Gangolfsberg (Monte di Gengolfo), alto 736 m s.l.m., con la sua famosa parete in basalto.
A Treviri la chiesa di San Gengolfo è una chiesa parrocchiale della città e, dopo il duomo, è la chiesa più grande della città.
Fino al XIX secolo, la cappella della Svevia superiore e quella omonima di Neudenau furono méta di pellegrinaggi. A Schelingen, sul monte vulcanico di Kaiserstuhl, nel Baden-Württemberg, c'è una "fonte di Gengolfo".
Vi sono inoltre località che dal santo prendono il nome, come St. Gangloff e Gangloffsömmern in Turingia.

## Chiese e cappelle dedicate a San Gengolfo
- Sankt Gangolf ad Amorbach

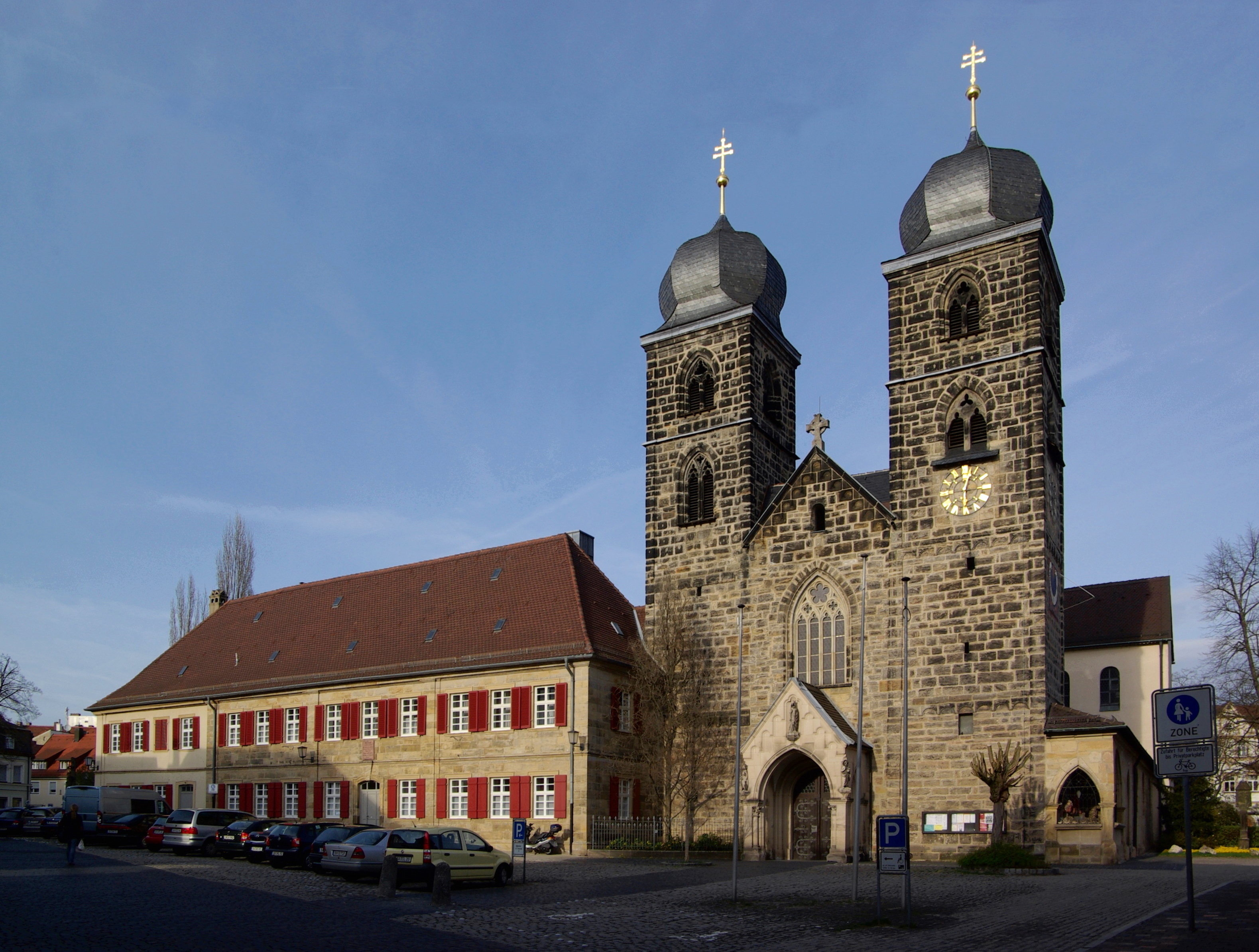
La chiesa di San Gengolfo a Bamberga

- Sankt Gangolf Dornstetten, chiesa succursale (Gemeinde Unterdießen, Baviera)
- Basilica di Sankt Gangolf – Münchenlohra
- Sankt Gangolf a Hiddenhausen (Vestfalia)
- Sankt Gangolf in Lauchheim, quartiere di Röttingen (Württemberg)
- Cappella di san Gengolfo a Magdeburgo
- Saint Gangolf a Lautenbach in Alsazia
- Sankt Gangolf a Mertloch
- Sankt Gangolf (evangelica) in Kohren-Sahlis (Sassonia)
- Chiesa evangelico-luterana di San Gengolfo ad Oerel (Bassa Sassonia)
- Chiesa di St. Gangolf (evangelica) in Hitzkirchen
- Sankt Gangolf a Schlierstadt (Nordbaden)
- Cappella di Sankt Gangolfus a Ramscheid (Eifel)
- Sankt Gangolf a Rumbach (Renania-Palatinato) (Christuskirche, dalla Riforma protestante)
- Sankt Gangolfa Wietzen
- Cappella di San Gengolfo ad Einsiedeln (Svizzera)
- Gangolfskapelle presso Fladungen (Baviera)
- Cappella di San Gengolfo, chiamata Maria Sternbach nella parrocchia di Wickstadt (Assenheim (Niddatal))
- Sankt Gangolf ad Hohenkirchen presso Gotha (Turingia) – dedicata nel 1511
- Chiesa di San Gengolfo a Saint-Gengoux-le-National in Borgogna (Saona e Loira) - costruita nel XII sec.

## Galleria d'immagini

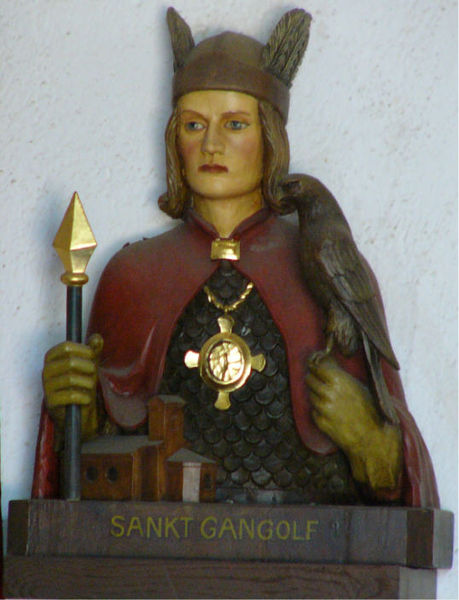
Immagine di San Gengolfo in una cappella a lui dedicata sul monte Miseburg
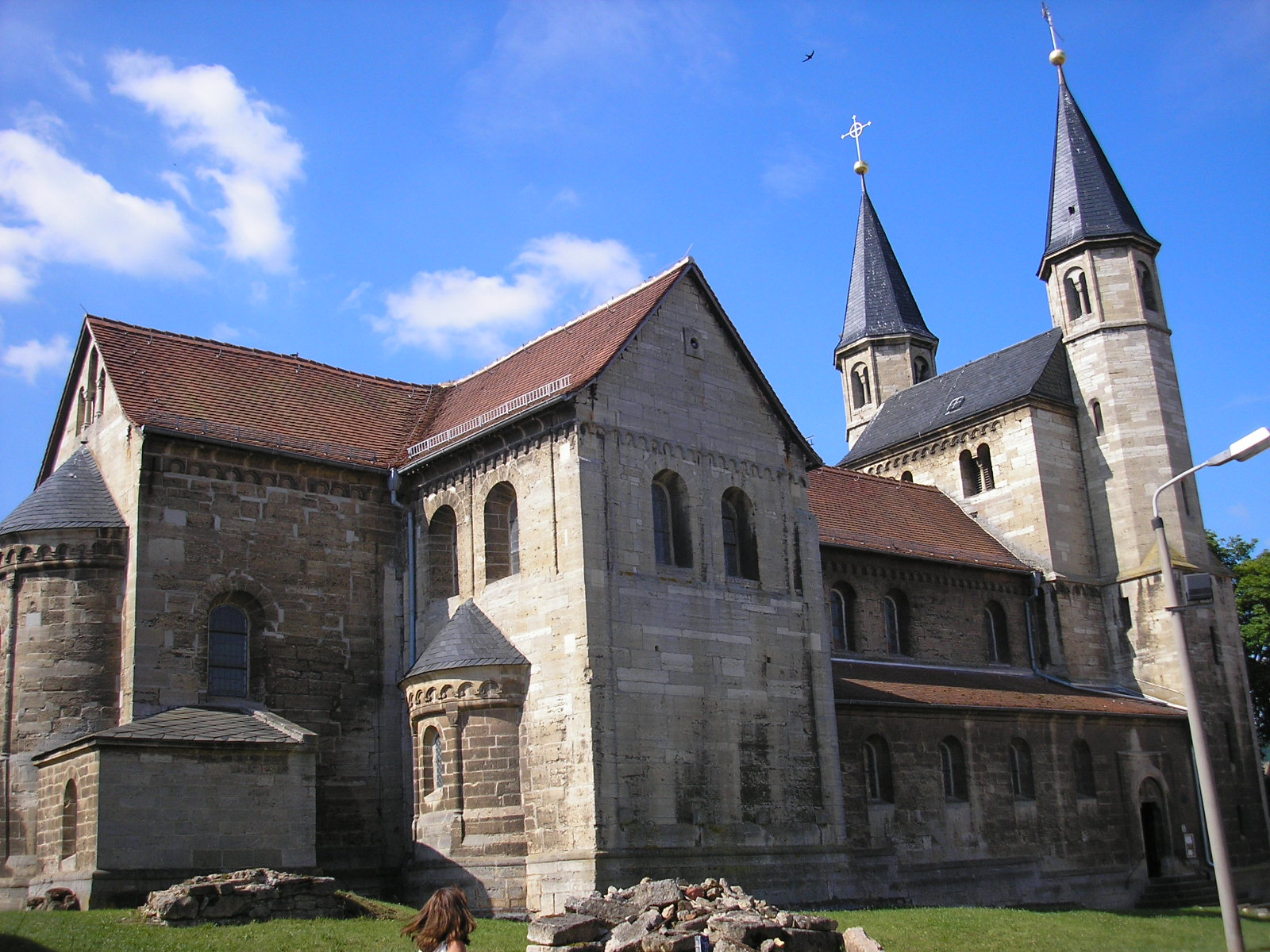
Basilica di Münchenlohra
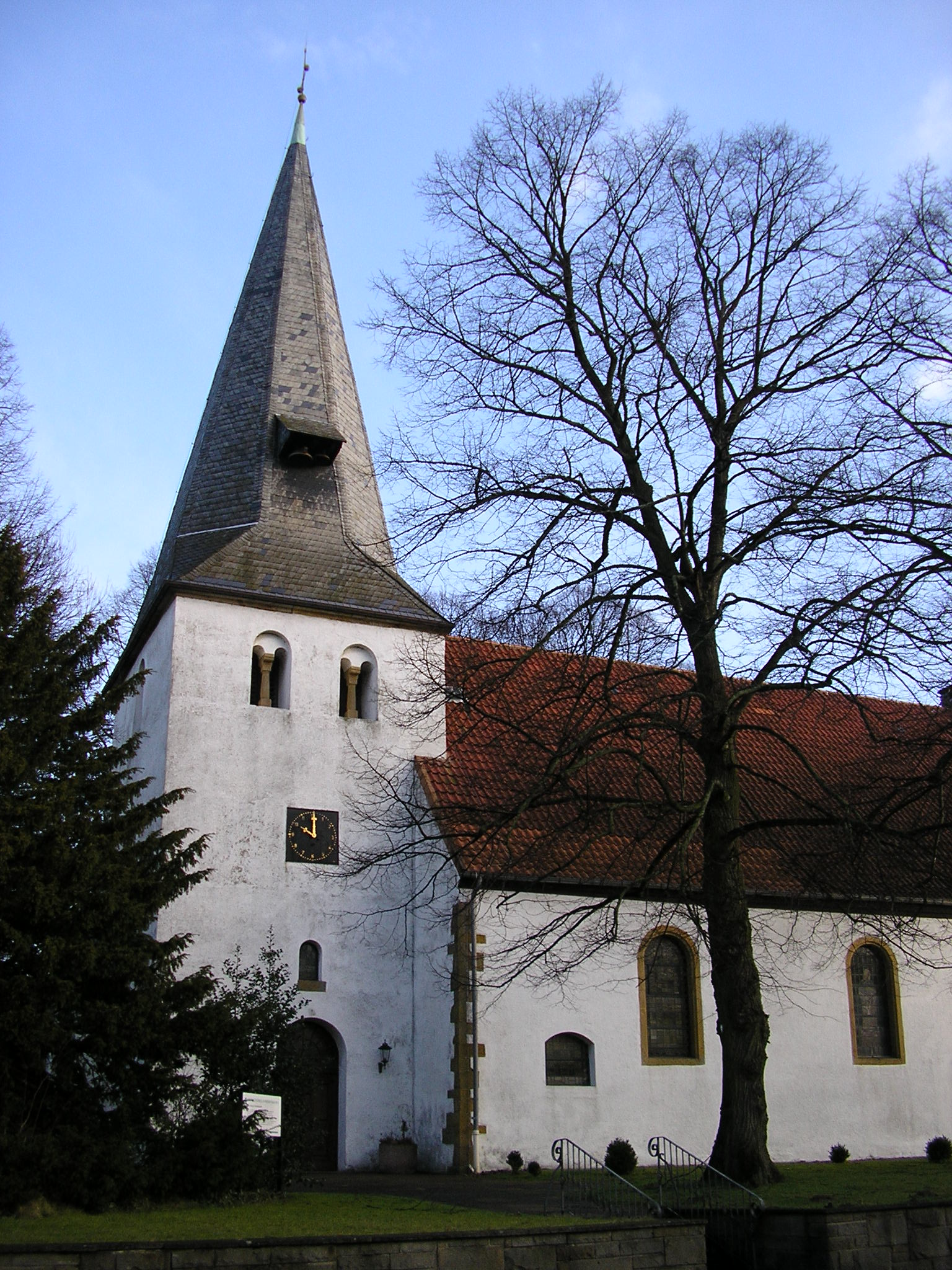
Chiesa parrocchiale di San Gengolfo a Hiddenhausen
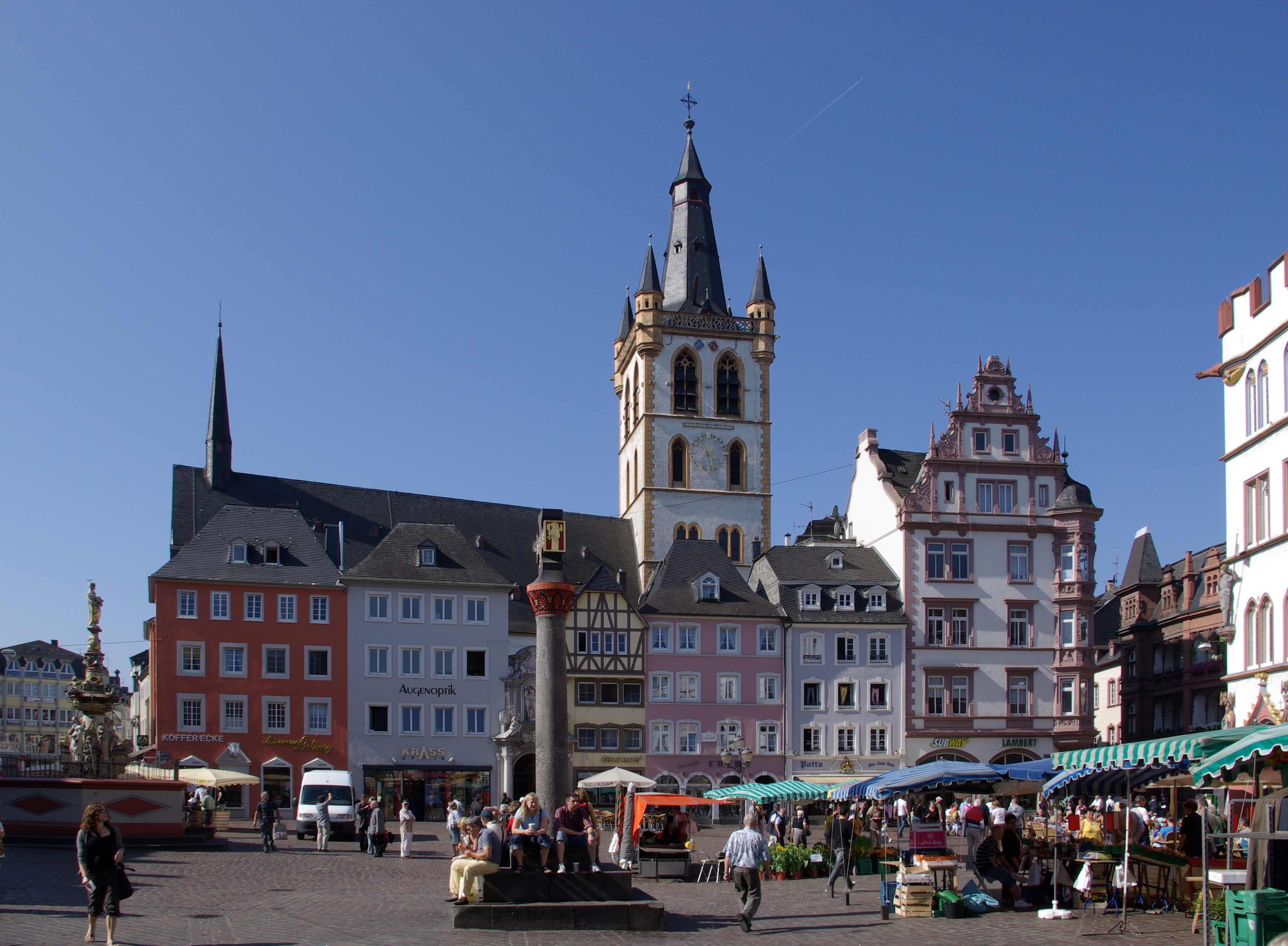
Chiesa di San Gengolfo a Treviri
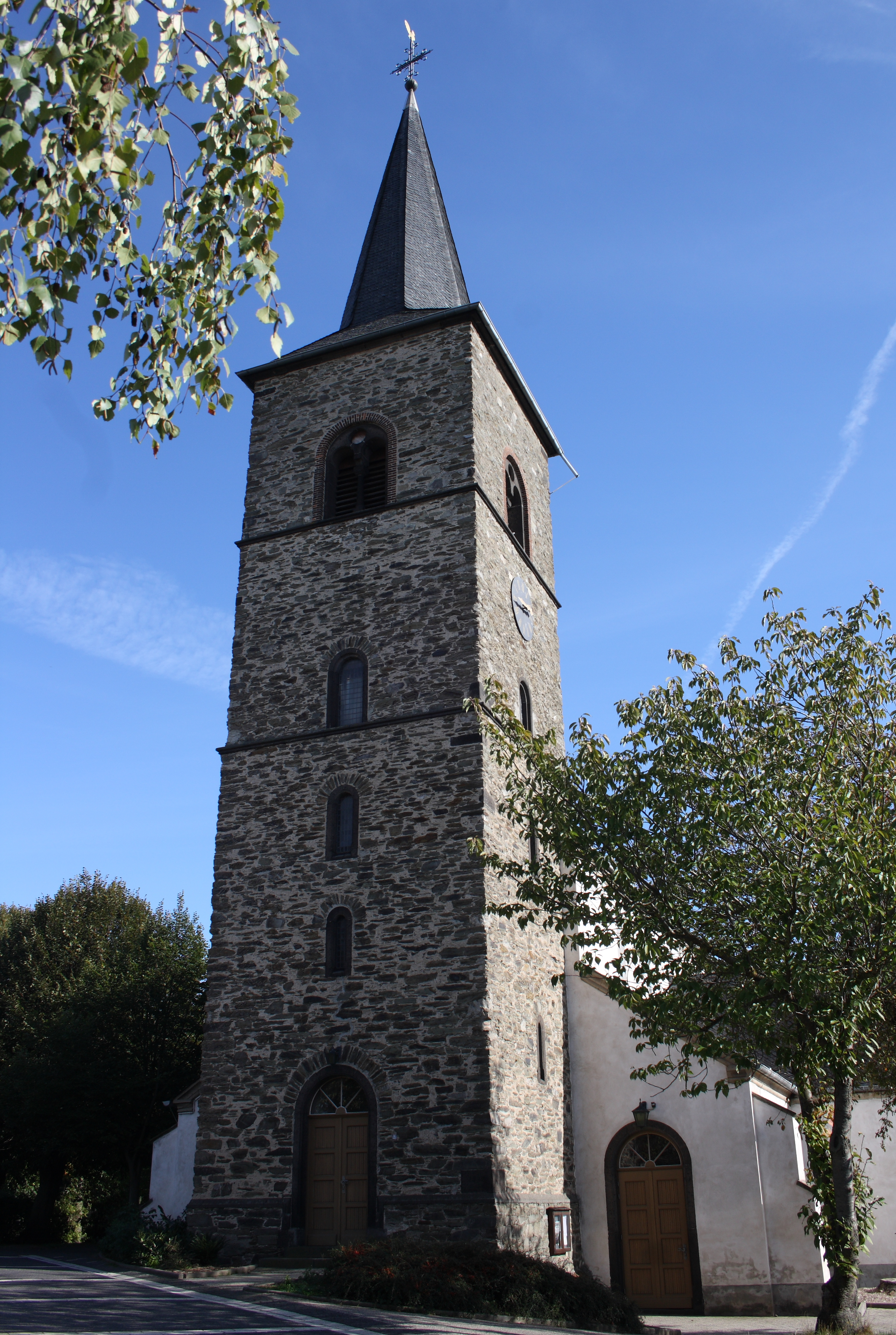
Campanile della chiesa di san Gengolfo a Mertloch